# Fondo Strategico Italiano
CDP Equity S.p.A. (anciennement Fondo Strategico Italiano S.p.A.) est un fonds qui peut s'assimiler à un fonds souverain.

## Objectif
Il a été créé pour détenir des participations dans les sociétés d'intérêt national, tant pour leur influence dans l'économie et l'emploi du territoire italien, que pour leur importance stratégique. Le fond cible ainsi prioritairement les secteurs de la défense, de la sécurité, des infrastructures et des services publics, des transports, des communications, de l'énergie, de l'assurance et du courtage financier, de la recherche et de la haute technologie.
Il peut investir dans des sociétés dont le chiffre d'affaires annuel est d'au moins 300 millions d'euros et ayant au moins 250 salariés. Limitation qui peuvent descendre à  240 millions d'euros de chiffre d'affaires et 200 employés dans certains cas.
Il a été créé dans un contexte de plusieurs rachats d'entreprises italiennes par des entreprises françaises (notamment Bulgari par LVMH, Parmalat par Lactalis. Il a ainsi pour objectif sous-entendu de protéger les entreprises italiennes de rachats par des entreprises étrangères. Il a aussi inspiré du Fonds stratégique d'investissement, crée peu de temps avant, en 2008.

## Histoire
Il est détenu initialement à 90 % par la Cassa Depositi e Prestiti et à 10 % par Fintecna. Il a été créé en 2011 avec un budget initial de 4 milliards d'euros. 
Ses premières participations ont eu lieu en mai 2012 avec la prise de 46,2% de Metroweb, une société de télécommunication italienne, pour 200 millions d'euros, ainsi que 18,7 % dans Kedrion, une entreprise dans le domaine du plasma, pour 150 millions d'euros. Puis, le fond a souhaité prendre 15 % dans Avio, pour 300 millions d'euros, sans que l'accord se conclue.
En mars 2013, la Banque d'Italie prend une participation de 20 % dans le fond. Ainsi l'actionnariat du fond est composé à 77,7 % par la Cassa Depositi e Prestiti et à 2,3 % par Fintecna, pour un capital social de 4,3 milliards d'euros. Cependant, à terme, la banque d'Italie veut réduire sa participation avec un objectif de retour à 5 % en 2015.